# Artaria
Artaria byla rodina vídeňských vydavatelů italského původu a zároveň jméno nakladatelství. Společnost "Artaria" provozovali dva bratranci: Carlo Artaria (1747-1780) a Francesco Artaria (1744-1808).
Mnoho vídeňských skladatelů (např. Joseph Haydn, Wolfgang Amadeus Mozart) u nich publikovalo svá díla v hudební notaci.